# Oktober 1995
Portal Geschichte | Portal Biografien | Aktuelle Ereignisse | Jahreskalender | Tagesartikel

◄ |
19. Jahrhundert |
20. Jahrhundert
| 21. Jahrhundert

◄ |
1960er |
1970er |
1980er |
1990er
| 2000er | 2010er | 2020er | ►

◄ |
1991 |
1992 |
1993 |
1994 |
1995
| 1996 | 1997 | 1998 | 1999 | ►

◄ |
Juli 1995 |
August 1995 |
September 1995 |
Oktober 1995 |
November 1995 |
Dezember 1995 |
Januar 1996 |
►
Dieser Artikel behandelt aktuelle Nachrichten und Ereignisse im Oktober 1995.

## Tagesgeschehen

### Sonntag, 1. Oktober 1995
- Braunschweig, Oldenburg/Deutschland: Die Kehillah-Gemeinden in Braunschweig und Oldenburg beschreiten mit der Berufung eines weiblichen Rabbiners neue Wege in der Bundesrepublik. Die Anstellung der Schweizerin Bea Wyler sorgt für heftigen Widerstand unter den Juden in Deutschland bis hinauf zum Zentralrat der Juden.[1]
- München/Deutschland: Die Teilnehmenden am heutigen Volksentscheid stimmen einer Wiedereinführung des Bürgerentscheids als Mittel der politischen Teilhabe im Land Bayern mit einer knappen Mehrheit von circa 53 % zu.[2]

### Dienstag, 3. Oktober 1995
- Los Angeles/Vereinigte Staaten: Der Mordprozess gegen den ehemaligen American-Football-Spieler O. J. Simpson endet mit dem Freispruch des Angeklagten durch die Geschworenen. Simpson wurde beschuldigt, seine Ex-Frau und deren Freund getötet zu haben. An einem Handschuh, den die Ermittler am Tatort fanden, wurde sein Blut nachgewiesen.[3]

### Mittwoch, 4. Oktober 1995
- Stockholm/Schweden: Die Stiftung des Right Livelihood Awards gibt die vier Gewinner des diesjährigen so genannten „Alternativen Nobelpreises“ bekannt, darunter befindet sich der von bosnischen Serben um Mirko Pejanović gegründete Serbische Bürger-Rat, der das friedliche Zusammenleben aller Ethnien in Bosnien-Herzegowina fördern will.[4]

### Donnerstag, 5. Oktober 1995

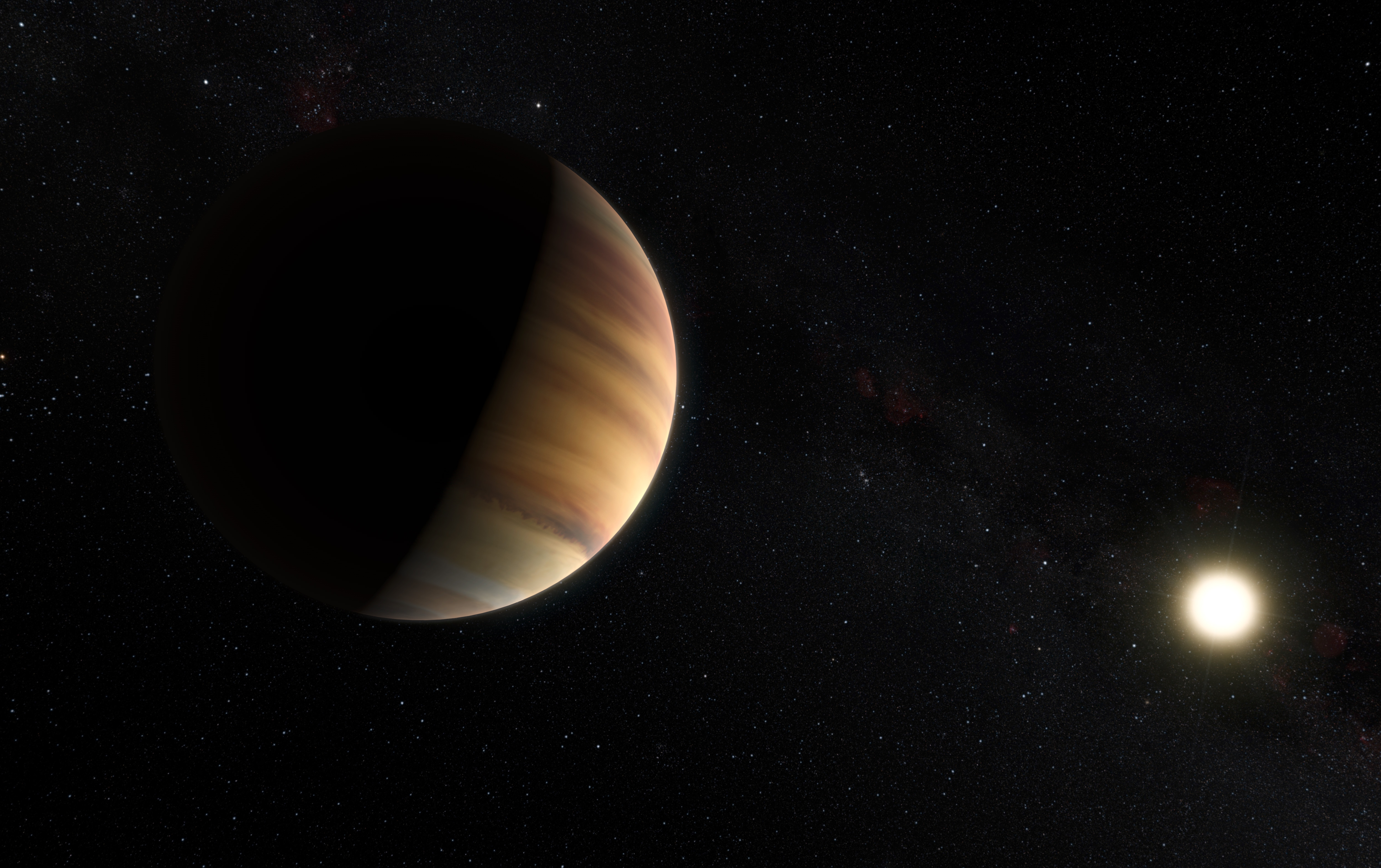
51 Pegasi b, Helvetios (künstlerische Darstellung)

- Florenz/Italien: Die Astronomen Michel Mayor und Didier Queloz von der Universität Genf geben bekannt, den ersten Exoplaneten entdeckt zu haben, der einen sonnenähnlichen Stern umkreist. Es handelt sich um den 50 Lichtjahre entfernten Planeten 51 Pegasi b sowie den Stern Helvetios im Sternbild Pegasus. Ein Planet mit dieser Konstellation könnte eine erdähnliche Entwicklung durchlaufen haben.[5]
- Stockholm/Schweden: Der Ire Seamus Heaney erhält in diesem Jahr den Nobelpreis für Literatur. Eines seiner bekanntesten Werke ist die Neuübersetzung des Heldengedichts Beowulf in Modernes Englisch.[6]

### Samstag, 7. Oktober 1995
- Kailua-Kona/Vereinigte Staaten: Der Ironman Hawaii endet mit Siegen der Amerikaner Karen Smyers bei den Frauen und Mark Allen bei den Herren.[7][8]

### Montag, 9. Oktober 1995
- Stockholm/Schweden: Den Nobelpreis für Physiologie oder Medizin werden in diesem Jahr die Amerikaner Edward B. Lewis und Eric F. Wieschaus sowie die Deutsche Christiane Nüsslein-Volhard für ihre Erforschung der Embryonalentwicklung erhalten.[9]

### Dienstag, 10. Oktober 1995

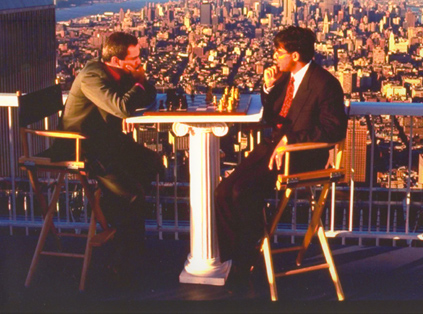
Kasparow, Anand

- New York/Vereinigte Staaten: Der amtierende Schachweltmeister der Professional Chess Association (PCA) Garri Kasparow aus Russland verteidigt seinen Titel in 18 Partien gegen Viswanathan Anand aus Indien. Die PCA mit dem Halbleiterhersteller Intel als Großsponsor wurde als konkurrierender Verband zur Weltschachorganisation FIDE gegründet.[10]
- Stockholm/Schweden: Der Amerikaner Robert E. Lucas wird in diesem Jahr für seine Arbeiten über das Verhalten der wirtschaftlichen Akteure den Alfred-Nobel-Gedächtnispreis für Wirtschaftswissenschaften erhalten.[11]

### Mittwoch, 11. Oktober 1995
- Stockholm/Schweden: Der Niederländer Paul Crutzen, der Mexikaner Mario J. Molina und der Amerikaner Frank Sherwood Rowland werden in diesem Jahr den Nobelpreis für Chemie erhalten. Die Stiftung ehrt ihre Forschungsarbeit in der Atmosphärenchemie. Der Nobelpreis für Physik wird in diesem Jahr an die Amerikaner Frederick Reines und Martin Lewis Perl für die Entdeckung des dritten Leptons verliehen.[12][13]

### Freitag, 13. Oktober 1995
- Oslo/Norwegen: Der 1908 im Königreich Polen, Teil des Kaiserreichs Russland, geborene britische Staatsbürger Józef Rotblat sowie die Tagungsreihe Pugwash Conferences on Science and World Affairs (deutsch Pugwasher Konferenzen zu Wissenschaft und Weltgeschehen) werden den diesjährigen Friedensnobelpreis erhalten. Das Komitee ehrt „ihre Anstrengungen, die Rolle von Atomwaffen in der internationalen Politik zu verringern“.[14]
- Riga/Lettland: Lettland stellt bei der Europäischen Union (EU) einen Antrag, über den Beitritt des Landes zur EU zu verhandeln.[15]
- Skopje/Mazedonien: Im Streit um den Namen „Mazedonien“ wird auf der Grundlage eines Interimsabkommen zwischen Mazedonien und Griechenland eine Vereinbarung für die Normalisierung der zwischenstaatlichen Beziehungen unterzeichnet. Griechenland beendet sein Embargo gegen das nördliche Nachbarland mit Anbruch des 14. Oktobers und öffnet auch wieder seine Grenze.[16][17]

### Samstag, 14. Oktober 1995
- München/Deutschland: Im Revanche-Kampf zwischen den deutschen Boxern Henry Maske und Graciano Rocchigiani um den von Maske gehaltenen Weltmeistertitel im Halbschwergewicht der Organisation IBF siegt der Titelträger durch Punkturteil. Rocchigianis Chancen auf einen weiteren WM-Kampf in dieser Gewichtsklasse sinken auf ein Minimum.[18]

### Sonntag, 15. Oktober 1995
- Frankfurt am Main/Deutschland: Die deutsche Islamkundlerin Annemarie Schimmel erhält den Friedenspreis des Deutschen Buchhandels.[19]

### Montag, 16. Oktober 1995

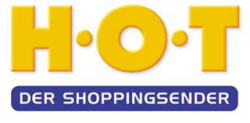
Logo des Senders Home Order Television

- München, Nürnberg/Deutschland: Als erster durchgängiger Teleshopping-Fernsehsender nach amerikanischem Vorbild nimmt der Rundfunkveranstalter Home Order Television den Sendebetrieb in Deutschland auf.[20]

### Dienstag, 17. Oktober 1995
- Luxemburg/Luxemburg: Der Europäische Gerichtshof stellt fest, dass Frauen in Berufen, in denen sie zahlenmäßig unterrepräsentiert sind, nicht automatisch bevorzugt in Arbeitsverhältnisse übernommen werden dürfen. Damit annulliert er das Bremer Gleichstellungsgesetz von 1990.[21]
- Salzburg/Österreich: „Antenne Salzburg“, ein privater Hörfunksender im Bundesland Salzburg geht als „als Radio Melody“ on-air und ist damit nach der „Antenne Steiermark“ das zweitälteste Privatradio in Österreich.

### Mittwoch, 18. Oktober 1995
- Libyen: Die Libysche Islamische Kampfgruppe verbreitet in einem Kommuniqué ihr Ziel, den bestehenden libyschen Staat im Norden Afrikas abzuschaffen und an seiner statt einen islamischen Staat auf Grundlage der Scharia-Gesetzgebung aufzubauen. Der Vorläufer dieser terroristischen Vereinigung wurde 1988 in Afghanistan im Krieg der Mudschahedin gegen die Sowjetunion gegründet.[22][23]

### Freitag, 20. Oktober 1995
- Brüssel/Belgien: Der unter Korruptionsverdacht stehende NATO-Generalsekretär Willy Claes aus Belgien kündigt seinen Rücktritt an. Er ist nach Belgiens Verteidigungsminister Guy Coëme und Außenminister Franck Vandenbroucke der dritte hochrangige Amtsträger, der im Verlauf der Agusta-Affäre seinen Posten zur Verfügung stellt.[24]

### Samstag, 21. Oktober 1995
- Darmstadt/Deutschland: Die Deutsche Akademie für Sprache und Dichtung verleiht den Georg-Büchner-Preis an den Deutschen Durs Grünbein.[25]

### Sonntag, 22. Oktober 1995

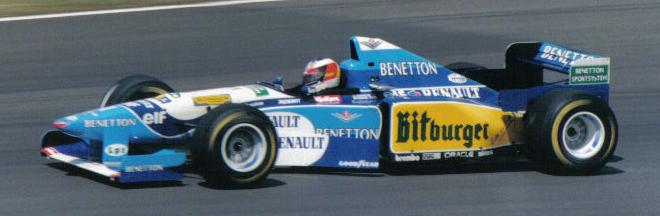
Michael Schumacher

- Aida/Japan: Im drittletzten Rennen der Formel-1-Saison überquert der deutsche Titelverteidiger Michael Schumacher im Benetton B195 als Erster die Ziellinie und wird durch dieses Resultat erneut Fahrerweltmeister. Der Zweite im Klassement Damon Hill aus dem Vereinigten Königreich im Williams FW17 wird in Aida Dritter und muss den WM-Kampf aufgeben.[26]
- Berlin/Deutschland: Bei der Wahl zum Abgeordnetenhaus verliert die CDU mit dem Regierenden Bürgermeister Eberhard Diepgen als Spitzenkandidat gegenüber 1990 3,0 % der Stimmen und landet bei 37,4 %. Abgeschlagen wird die SPD zweitstärkste Kraft (23,6 %). Die PDS bestätigt ihren Aufwind in den Ländern des Beitrittsgebiets vom Oktober 1990 und erreicht 14,6 %. Wichtige Politiker von CDU und SPD sprechen sich anschließend für eine Fortführung der großen Koalition aus.[27]
- Bern/Schweiz: Die Stimmberechtigten der Eidgenossenschaft verhelfen den Sozialdemokraten (SP) erstmals seit der Wahl 1979 zum höchsten Stimmanteil im Nationalrat. Dort werden 54 der 200 Abgeordneten der SP angehören. Im Ständerat bleibt die relative Mandatsmehrheit der FDP erhalten. Sie wird einen Abgeordneten mehr stellen als die CVP.[28][29]

### Montag, 23. Oktober 1995
- London/Vereinigtes Königreich: Der Fernsehsender Channel 4 startet die Ausstrahlung der TV-Seifenoper Hollyoaks.[30]

### Dienstag, 24. Oktober 1995

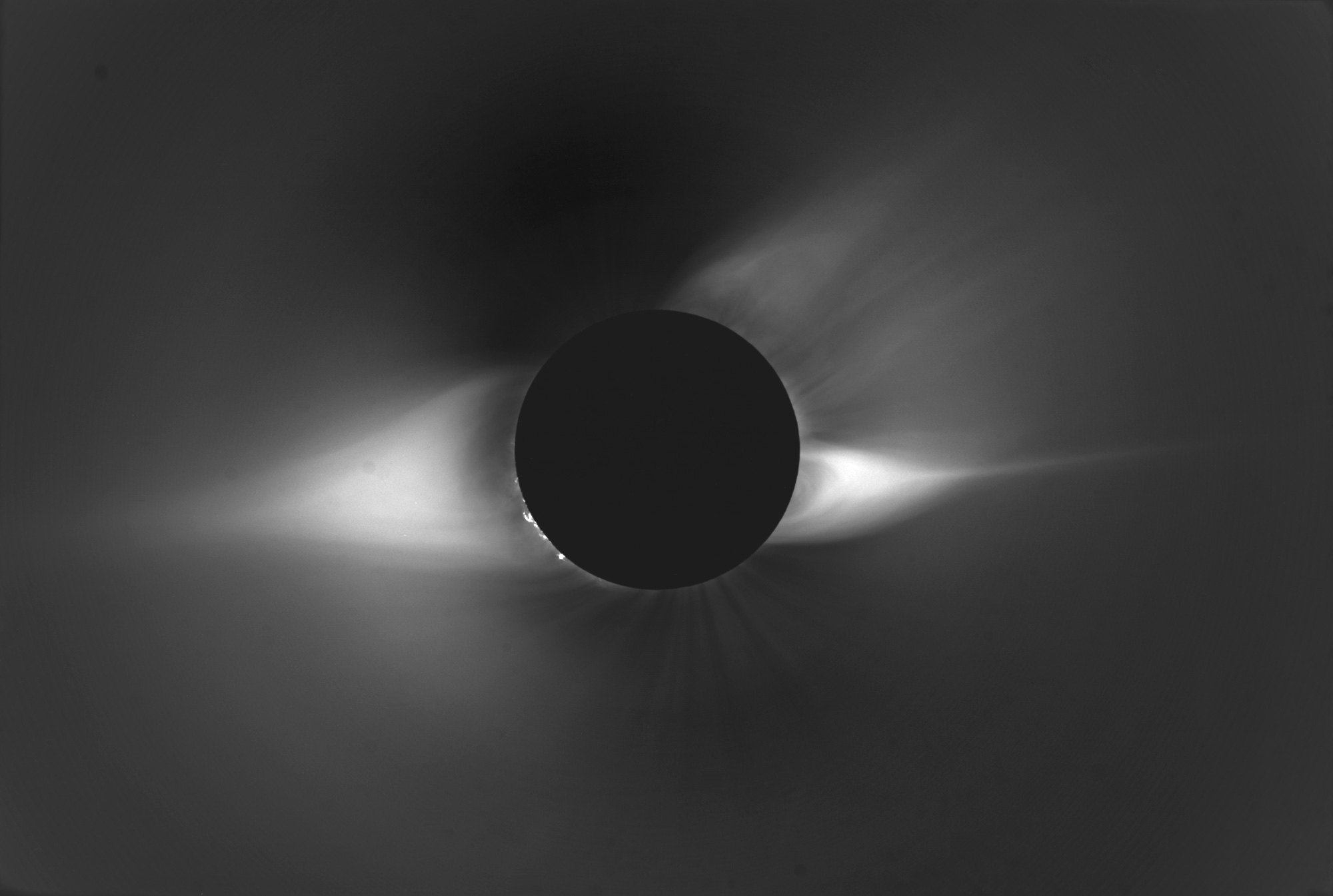
Die Sonnenfinsternis von Indien aus gesehen

- Spratly-Inseln/Philippinen: Bei der totalen Sonnenfinsternis ist östlich der vietnamesisch besetzten Insel Đảo Trường Sa die Sonne für 2 Minuten und 10 Sekunden vollständig vom Mond verdeckt. Der Kernschatten des Mondes traf zuvor auch Indien, Thailand und weitere Staaten.[31]
- Washington, D.C./Vereinigte Staaten: Einer Verlegung der Botschaft der Vereinigten Staaten in Israel von Tel Aviv nach Jerusalem stimmen einen Tag nach dem US-Senat auch die Mitglieder des Repräsentantenhauses zu, da Jerusalem nach mehrheitlicher Ansicht der Abgeordneten die Hauptstadt Israels sei. Alle anderen Staaten der Welt unterhalten ihre Botschaft in Israel ebenfalls in Tel Aviv und debattieren bislang nicht über einen Umzug.[32]

### Samstag, 28. Oktober 1995
- Baku/Aserbaidschan: In einem Bahnhof der Metro Baku kommt es zu einem elektrischen Kurzschluss, der zu einem Großbrand mit immenser Rauchentwicklung führt. Bei dem Unglück sterben 289 Personen.[33]

### Montag, 30. Oktober 1995
- Montreal/Kanada: Bei der Volksabstimmung über die Frage, ob die Provinz Québec mit der kanadischen Regierung über eine lose wirtschaftliche und politische Assoziation verhandeln soll, lehnen 50,6 % der Wähler die Aufnahme solcher Verhandlungen ab, weil sie die mögliche Abspaltung der eigenen Provinz von Kanada nicht begünstigen wollen. Die Wahlbeteiligung liegt bei 93,5 %.[34]